# 베드퍼드 코드
베드퍼드 코드(Bedford cord)는 19세기 유명한 직물 제조 도시였던 매사추세츠주 뉴베드퍼드의 이름을 딴 것으로, 코듀로이와 유사한 내구성 있는 직물이다. 베드퍼드 코드는 세로로 희미한 능선이 있지만, 코듀로이 특유의 독특한 웨일을 만들어내는 위사는 없다. 베드퍼드 코드는 좁은 폭의 줄무늬와 그 사이에 얇은 선이 있는 것처럼 보일 수 있다.

## 용도
견고한 구조 덕분에 베드퍼드 코드는 종종 실내 장식이나 드레이핑이 필요 없는 겉옷에 사용된다. 베드퍼드 코드로 만든 바지는 "베드퍼드 코드"라고도 한다.
1920년대에서 1940년대 사이에 미국 해군은 베드퍼드 코드의 발수성 면 버전인 정글 클로스(Jungle Cloth)를 비행복으로 사용했다. 오늘날 정글 클로스는 의류 업계에 대한 특별 주문으로 일본에서만 독점 생산된다. 무게는 약 14온스(약 380g)이며 방수 처리되지 않았다.
1893년, 베드퍼드 코드로 만든 드레스가 리지 보든 재판에 등장했다. "베드퍼드 코드"에 대한 여러 증언은 보든이 아버지와 계모를 살해한 후 불태운 드레스에 혈흔이 묻었는지, 아니면 페인트가 묻었는지에 대해 상반된 의견을 제시했다.